# Peter Cibák
Peter Cibák (Liptovský Mikuláš, 2 de marzo de 1981) es un deportista eslovaco que compitió en piragüismo en la modalidad de eslalon.
Ganó una medalla de bronce en el Campeonato Mundial de Piragüismo en Eslalon de 2005 y dos medallas de bronce en el Campeonato Europeo de Piragüismo en Eslalon de 2002.

## Palmarés internacional
| Campeonato Mundial | Campeonato Mundial      | Campeonato Mundial | Campeonato Mundial |
| Año                | Lugar                   | Medalla            | Competición        |
| ------------------ | ----------------------- | ------------------ | ------------------ |
| 2005               | Penrith (Australia)     | Medalla de bronce  | K1 individual      |
| Campeonato Europeo |                         |                    |                    |
| Año                | Lugar                   | Medalla            | Competición        |
| 2002               | Bratislava (Eslovaquia) | Medalla de bronce  | K1 individual      |
| 2002               | Bratislava (Eslovaquia) | Medalla de bronce  | K1 por equipos     |